# Cathédrale Sainte-Marie de Nuku'alofa
Cette  cathédrale n’est pas la seule cathédrale Sainte-Marie.
La cathédrale Sainte-Marie, ou cathédrale de l'Immaculée Conception,  est située à Nuku'alofa, capitale des Tonga. Il s'agit siège épiscopal du diocèse qui couvre tout le pays. Elle se situe dans le centre de la ville.
L'actuel évêque est Soane Patita Paini Mafi qui est devenu le plus jeune cardinal depuis 2015 après sa nomination par le pape François .
Il existe aussi dans la capitale un autre édifice catholique, la basilique de Saint-Antoine de Padoue.